# دوروثي روث
دوروثي روث (بالإنجليزية: Dorothy Ruth)‏ هي لاعب كرة قاعدة وكاتِبة أمريكية، ولدت في 7 يونيو 1921 في نيويورك في الولايات المتحدة، وتوفيت في 18 مايو 1989.